# Gesta Pontificum Anglorum
La Gesta Pontificum Anglorum (del llatí, "Fets dels bisbes"), originalment coneguda com a De Gestis Pontificum Anglorum ("Sobre els fets dels bisbes de l'anglès") i, a vegades, anglificada com The History o The Chronicle of the English Bishops és una història eclesiàstica d'Anglaterra escrita per William of Malmesbury a principis del segle xii. Cobreix el període des de l'arribada de Sant Agustí en AD 597 fins al moment en què va ser escrit. El treball es va iniciar abans de la mort de Matilde en 1118 i la primera versió del treball es va completar cap a 1125. William es va basar en una àmplia investigació, experiència de primera mà i diverses fonts per produir el seu treball. És inusual per a una obra medieval d'història, fins i tot comparada amb altres obres de William, en què els seus continguts estan estructurats de manera lògica. La història dels bisbes anglesos és una de les fonts més importants pel que fa a la història eclesiàstica d'Anglaterra per al període posterior a la mort de Beda.

## Abast
Un dels temes de William en la Gesta Pontificum Anglorum, de la mateixa manera que en el seu Gesta Regum Anglorum, és que la invasió i conquesta d'Anglaterra pels normands va salvar els anglesos i va rescatar la seva civilització de les barbaritats dels anglesos nadius i va ser restaurada a Anglaterra la cultura llatina del continent. Un dels aspectes d'aquest tema va ser la reticència de William en posar els noms anglosaxons en la seva forma nativa, en lloc de latinizarlos.
La Gesta Pontificum Anglorum, va tenir un èxit raonable i va ser coneguda a Anglaterra durant el segle següent, encara que la seva popularitat empal·lidí, a més de la de la seva obra companya, la, que durant la vida de William va ser coneguda no només a Anglaterra, sinó també a Anglaterra. A Flandes, França i Normandia. Es va convertir en la base d'una sèrie de treballs posteriors relacionats amb la història eclesiàstica, inclosos els escrits a Durham, Bury St. Edmunds i Worcester.
Tot i que el treball simultani de William, la Crònica dels reis d'Anglaterra, es va basar en gran manera en la Crònica anglosaxona tant per la seva estructura com pel seu contingut, en la Història dels Bisbes anglesos l'autor no tenia una guia llista i va haver de establir una nova estructura per treball. Això ho va fer organitzant el seu material per diòcesi i agrupant les diòcesis pels antics regnes anglosaxons als quals havien pertangut. Dins de la descripció i la història de cada diòcesi, William va escriure sobre els bisbes i monestirs, a més de qualsevol informació addicional interessant.

### Llibre primer
El Regne de Kent: Començant amb la seu primada de Canterbury i el seu primer arquebisbe Agustí de Canterbury, continuant després amb el bisbat de Rochester.

### Llibre segon
Els Regnes de Estanglia, Essex, Sussex i Wessex: A més dels bisbats de Londres, Norwich, Winchester, Sherborne, Salisbury, Bath, Exeter i Chichester, William també detalla vint-i-tres monestirs.

### Llibre tercer
El Regne de Northumbria: Inclosos els bisbats de York, Lindisfarne i Durham. William va admetre no saber molt sobre els monestirs al nord d'Anglaterra i només va cobrir els de Wearmouth i Whitby. William també aborda altres aspectes de la història, com les restes romanes ben conservats en Carlisle, on esmenta un triclini amb volta de pedra.

### Llibre quart
El regne de Mercia: Cobreix els bisbats de Worcester, Hereford, Lichfield / Coventry, Dorchester / Lincoln i Ely. Territori més familiar per a William que Northumbria, descriu dinou monestirs.

### Llibre Cinquè
La història de la abadia de Malmesbury, a la qual pertanyia William, i la vida del seu abat fundador, Sant Aldhelmo.

## Variants
El manuscrit del Magdalen College, Oxford MS lat. 172 va ser escrit al voltant de 1125 en la pròpia mà de William, el que el converteix en el manuscrit autògraf més antic d'Anglaterra. Pren la forma d'un llibre de butxaca, les seves fulles de pergamí mesuren 7.1 per 4.8 polzades. Al capdavant del foli 1 es troba la marca impresa de Malmesbury Abbey, i una paginació en números aràbics en una mà del segle 14 indica que no s'han perdut pàgines des de llavors. Conté les seves anotacions posteriors que mostren que va continuar revisant el text durant almenys la propera dècada. Les seves edicions sovint eliminaven comentaris sobre els seus contemporanis. Desafortunadament, alguns dels marginals de William es veuen afectats per una retallada d'un enquadernador al segle xvii. Aquest és l'únic manuscrit medieval en el qual el Llibre Cinc sobreviu per complet, encara que hi ha un grapat de còpies posteriors.
William va continuar revisant el text durant la següent dècada, i moltes de les revisions van eliminar comentaris potencialment ofensius sobre els seus contemporanis. Es van fer còpies del manuscrit abans i després de les revisions i, posteriorment, diversos descendents d'aquests també. En total, hi ha dinou versions medievals del manuscrit que ens proporcionen un registre complex però gran de la història del text.
La primera edició impresa de la Història dels bisbes anglesos va ser produïda per Sir Henry Savile en 1596. Va utilitzar la MS Ff.1.25.1 de la Biblioteca de la Universitat de Cambridge com la seva font, de manera que només conté els primers quatre llibres. El manuscrit original era un descendent de la Biblioteca Britànica Royal 13 DV, una còpia de Magdalen College, Oxford MS lat. 172.